# Присоскоперові
Присоскоперові (Gobiesocidae) — родина своєрідних, спеціалізованих променеперих риб, що утворює монотипічний ряд присоскопероподібних (Gobiesociformes).
Родина включає 33 роди й близько 100 видів. Його представники широко поширені в тропічних, субтропічних і помірковано теплих водах.

## Опис

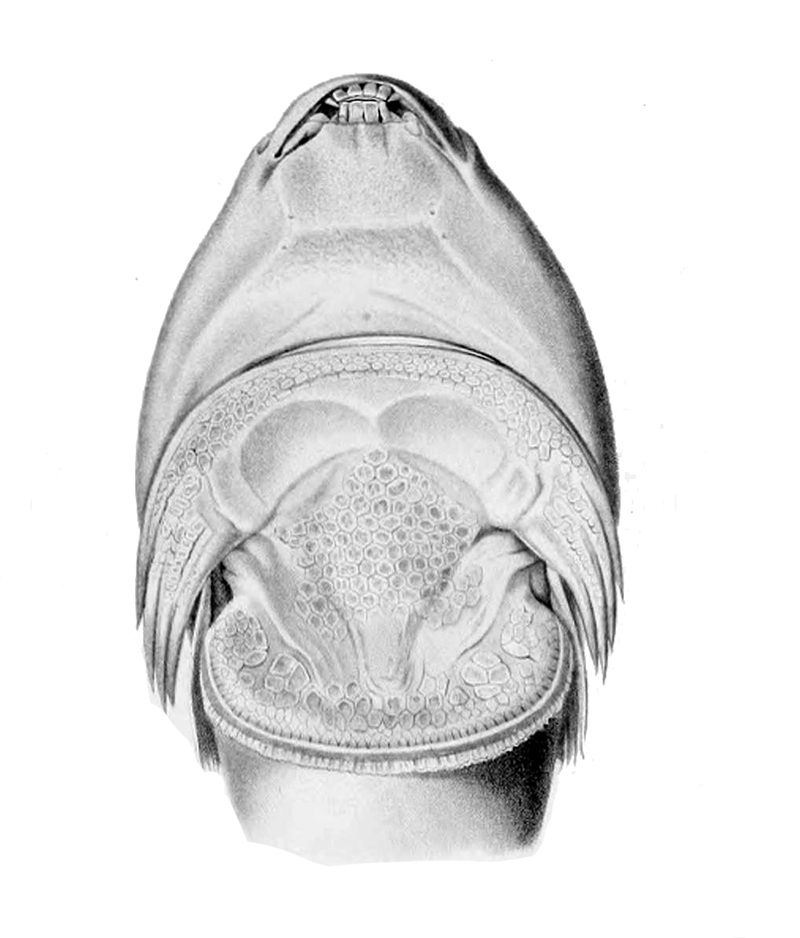
Присосковий диск

Як правило, дрібні рибки, причому більшість видів менше 6 сантиметрів (2,4 дюйма) завдовжки. Вони мають вузьке тіло з одним спинним плавцем і плоскою головою. У більшості видів черевні плавці були змінені у присосковий диск. Бічна лінія добре розвинена, але не поширюється на задню частину тіла.

## Поведінка
Присоскові — морські донні прибережні риби довжиною від 16 мм до 30 см, деякі види не уникають естуарних опріснених вод, і лише деякі тропічні види перейшли до життя в прісних водах. Погані плавці. Більшу частину часу проводять прикріпившись до дна, каміння, стулкам черепашок молюсків і підводної рослинності. На ці ж предмети відкладають і свою ікру, охороняючи її протягом розвитку. Багато видів населяють літораль, деякі спускаються до глибини в кілька сотень метрів. Дуже добре переносять обсихання: можуть кілька днів обходитися без води. Їхнє забарвлення найчастіше має маскувальний характер. Харчуються присоскові дрібними донними безхребетними. Промислового значення не мають.

## У фауні України
Три види присоскових риб живуть у нас у Чорному морі.

### Риба-качечка європейська
Риба-качечка європейська (Lepadogaster lepadogaster) живе в Чорному й Середземнім морях, а також у Східній Атлантиці до Дакару й Північно-Західної Франції. Це невелика рибка, довжиною до 8 см, що має по довгому щупальцю в передніх носових отворів. Забарвлення її кармінове або пурпурно-червоне (іноді коричневе або зелене). Між очима є 2-3 жовті смуги з темною облямівкою; на потилиці 2 плями, оточені більшими світлими кільцями. Ця рибка нерідко зустрічається в берегів Криму.
Ікринки присоски європейського, відкладені на нижню поверхню каменів, зустрічаються в Чорному морі наприкінці травня й початку червня. У кладках буває 200–270 ікринок на різних стадіях розвитку, що свідчить про порціонне ікрометання. Поруч із кладкою майже завжди виявляли двох дорослих риб, очевидно самця й самку. У Середземному морі розвиток ікринок триває біля двох тижнів.

### Риба-качечка товсторила
Риба-качечка товсторила (Lepadogaster decandollei), поширена в Атлантичному океані до Британських островів, у Середземному, Мармуровому й Чорному морях. Досягає в довжину 10 см. Її тіло забарвлене в червоний колір із численними світлими цятками.
Біологія розмноження цього виду подібна з попереднім. Пелагічні личинки й мальки качечки в Криму ловляться в поверхні із травня по вересень.

### Риба-качечка двоплямиста
Риба-качечка двоплямиста (Diplecogaster bimaculatus), поширена в Чорному й Середземнім морях, а також в Атлантичному океані від Гібралтару до Норвегії. Відрізняється від європейської і товсторилої качечок, тобто від видів роду Lepadogaster, короткими спинним й анальним плавцями й відособленим хвостовим плавцем. Забарвлення червоне або червонувате із блідо-жовтими плямами й смугами. У самців за грудними плавцями по темно-червоній плямі зі сріблисто-жовтою облямівкою. У довжину досягає 5, зрідка 7 см. Ікру, відкладену на стулки порожніх черепашок або на талом ламінарій, охороняє самець. Розвиток ікри триває до чотирьох тижнів. Личинки ведуть пелагічний спосіб життя протягом майже трьох місяців і зустрічаються в планктоні із травня по вересень, переважно в червні—— серпні. Пізніші стадії тримаються вдень на глибині 10-20 м, рідше 30 м. Молодь довжиною 2-3 см зустрічається в Криму протягом цілого року головним чином на черепашнику.

## Огляд деяких видів
З родів родини присоскоперих особливо широко поширені Колбнещуки — звичайні американські присоски (Gobiesox), що нараховують 26 видів. З них тільки 4 види живуть біля атлантичних берегів Америки, а інші в тихоокеанських. 4 найбільш примітивні види: атлантична гола колбнещука (Gobiesox nudus) і три тихоокеанських види (Gobiesox jaradoensis, G. potamius й G. fulvus) живуть у невеликих і швидких річках. Інші види віддають перевагу морській воді, але деякі з них не уникають опріснених естуарних ділянок. У східній частині Тихого океану всього зосереджено 43 види морських качечок, які, крім звичайних американських присосок (Gobiesox), належать до 4 родам, ендемічним для цього району.
Цікава маленька південноафриканська акулоголова качечка (Eckloniaichthys scylliorhiniceps), що живе в заростях прибережних водоростей. Це одна із найдрібніших риб родини: дорослі особини не перевищують у довжину 3 см. Звичайно забарвлена в темно-зелений колір із численними червоно-бурими смужками й широкою смугою, що проходить через око. Завдяки забарвленню й майже циліндричному тілу ця повільна рибка прекрасно маскується: лише пильно придивляючись до заростей трави, можна побачити, як ці качечки, подібно равликам, плазують по гладеньких листах прибережника й сланям водоростей, пересуваючись за допомогою присоскового диска. Цей вид особливий нижнім ротом (звідки й відбулася його назва) і тим, що його очі можуть робити незалежні рухи, як очі хамелеона. Самиця відкладає 10-20 ікринок діаметром 1 мм на підводну рослинність. Біля узбережжя тієї ж Південної Африки живе й найбільший представник родини — качечка велетенська (Chorisochismus dentex), що досягає в довжину 30 см і зустрічається на мілководді.
При відпливі ці риби нерідко залишаються на літоралі. Вони можуть легко обходитися без води протягом декількох днів, якщо тримати рибу в прохолодному й сирому місці.
Біля берегів Індійського океану й у західній частині Тихого океану на північ до Японії й на південь до Австралії, Тасманії й Новій Зеландії представлено 18 родів і 25 видів, причому тільки в однієї Нової Зеландії живе 8 ендемічних монотипичних родів, а в Австралії й Тасманії 4 ендемічних роди з 5 видами.
Найбільш спеціалізована, мабуть, качечка їжакова (Diademichthys lineatus), що живе біля берегів Індійського океану, Індонезії, Філіппін і Нової Каледонії. Це невелика рибка з подовженим, злегка сплощеним тілом і сильно подовженим лопатоподібним рилом, забарвлена в чорний колір з яскраво-білими поздовжніми смугами на боках, спині й череві. Подібно рибі-кривохвістці (Aeoliscus strigatus), їжакова качечка екологічно пов'язана з довгоголковим діадемовим морським їжаком (Diadema savignyi) і ховається від ворогів під захистом його тридцятисантиметрових голок.

## Класифікація
Subfamily Cheilobranchinae
- Alabes Cloquet, 1816

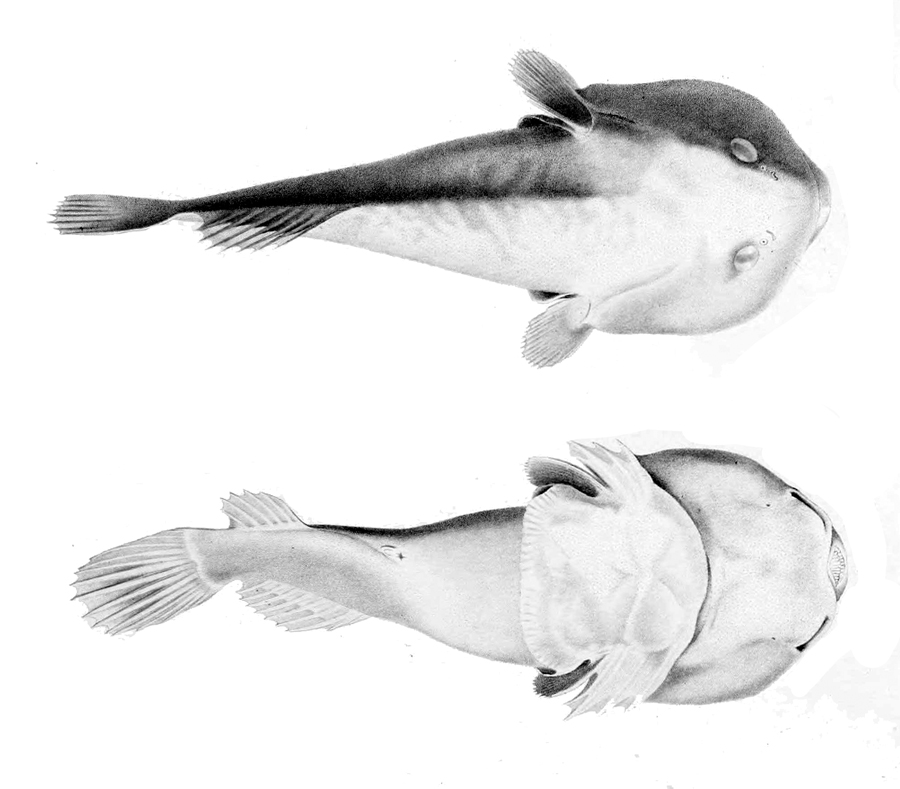
Gobiesox nudus

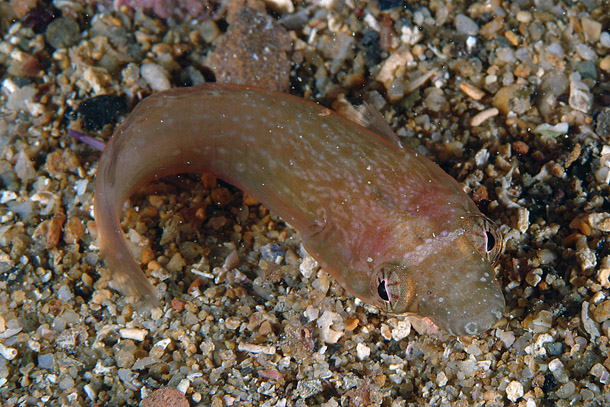
Lepadogaster candolii

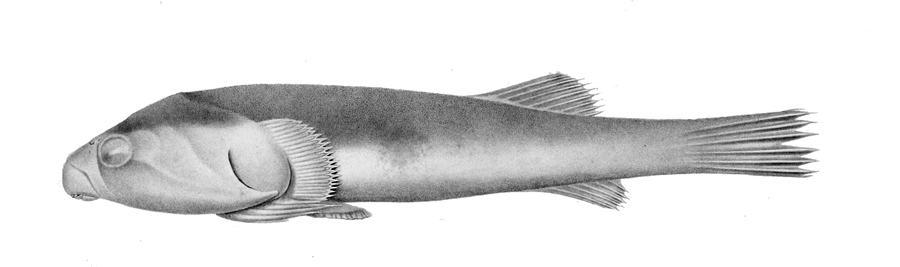
Sicyases sanguineus

- Barryichthys Conway, Moore & Summers, 2019
- Cochleoceps Whitley, 1943
- Nettorhamphos Conway, Moore & Summers, 2017
- Parvicrepis Whitley, 1931
- Posidonichthys Briggs, 1993

Subfamily Chorisochisminae
- Chorisochismus Brisout de Barneville, 1846
- Eckloniaichthys Smith, 1943

Subfamily Diademichthyinae
- Aspasma Jordan & Fowler, 1902
- Aspasmichthys Briggs, 1955
- Aspasmodes Smith, 1957
- Briggsia Craig & Randall, 2009
- Diademichthys Pfaff, 1942
- Discotrema Briggs, 1976
- Flabellicauda Fujiwara, Conway & Motomura, 2021
- Flexor Conway, Stewart & Summers, 2018
- Lepadichthys Waite, 1904
- Lepadicyathus Prokofiev, 2005
- Liobranchia Briggs, 1955
- Lissonanchus Smith, 1966
- Pherallodus Briggs, 1955
- Pherallodichthys Shiogaki & Dotsu, 1983
- Propherallodus Shiogaki & Dotsu, 1983
- Rhinolepadichthys  Fujiwara, Motomura, Summers & Conway, 2024
- Unguitrema Fricke, 2014

Subfamily Diplocrepinae
- Diplocrepis Günther, 1861

Subfamily Gobiesocinae
- Acyrtops Schultz, 1951
- Acyrtus Schultz, 1944
- Arcos Schultz, 1944
- Derilissus Briggs, 1969
- Gobiesox Lacepède, 1800
- Rimicola Jordan & Evermann, 1896
- Sicyases Müller & Troschel, 1843
- Tomicodon Brisout de Barneville, 1846

Subfamily Haplocylicinae
- Gastrocyathus Briggs, 1955
- Gastrocymba Briggs, 1955
- Gastroscyphus Briggs, 1955
- Haplocylix Briggs, 1955

Subfamily Lepadogastrinae
- Apletodon Briggs, 1955
- Diplecogaster Fraser-Brunner, 1938
- Gouania Nardo, 1833
- Lepadogaster Goüan, 1770
- Lecanogaster Briggs, 1957
- Opeatogenys Briggs, 1955

Subfamily Protogobiesocinae
- Protogobiesox Fricke, Chen & Chen, 2016
- Gymnoscyphus Böhlke & Robins, 1970
- Kopua Hardy, 1984

Subfamily Trachelochisminae
- Dellichthys Briggs, 1955
- Trachelochismus Brisout de Barneville, 1846

Incertae Sedis
- Aspasmogaster Waite, 1907
- Conidens Briggs, 1955
- Creocele Briggs, 1955
- Modicus Hardy, 1983